# Garri Kasparov
Garri Kimovič Kasparov (rusky Гарри Кимович Каспаров, sám používá přepis do latinky Garry, rodným jménem Garri Kimovič Vajnštejn – Гарри Кимович Вайнштейн; nar. 13. dubna 1963 Baku, Ázerbájdžán) je ruský šachový velmistr, mistr světa v šachu v letech 1985–2000, a opoziční demokratický politik. Kromě ruského má ještě chorvatské občanství. Je předsedou Nadace pro lidská práva. Žije v New Yorku. Drží rekord 255 měsíců jako nejlépe hodnocený hráč světa a nejvíce po sobě jdoucích profesionálních turnajových vítězství.

## Život
Narodil se v Ázerbájdžánské sovětské socialistické republice. Jeho matka byla Arménka, za svobodna se jmenovala Klara Šagenovna Kasparjanová, otec Kim Mojsejevič Vajnštejn byl židovského původu. Když bylo Garrimu sedm let, otec mu tragicky zahynul. Jeho matka si později změnila příjmení na „Kasparova“ (Каспарова), což je poruštěný tvar jejího jména za svobodna, a toto příjmení získal i Garri.
Šachy se začal učit už jako sedmiletý v Domě pionýrů v Baku. Od deseti let patřil mezi žáky Michaila Botvinnika.
Kasparov se po dlouhé sérii těžkých zápasů s Anatolijem Karpovem v letech 1984–1985 stal nejmladším držitelem titulu mistra světa v šachu a držel ho podle FIDE až do roku 1993. Tehdy po neshodách s FIDE založil vlastní organizaci Professional Chess Association. V roce 1997 byl Kasparov v kontroverzním zápase poražen počítačem Deep Blue od společnosti IBM. Tento rok byl historickým zlomem a Kasparov byl prvním šachovým mistrem světa, kterého porazil stroj během šachového turnaje. Titul mistra světa ztratil až roku 2000, kdy ho porazil Vladimir Kramnik.
Po téměř celou dobu od roku 1985 až do svého odchodu do důchodu roku 2005 měl nejvyšší Elo rating ze všech šachistů na světě. Kasparov měl podobný styl jako Michail Tal – agresivní a plný nástrah a kombinací. Od Karpova se ve vzájemných zápasech naučil také výborné technice a trpělivosti.
Kasparov ohlásil svůj odchod z profesionálního šachu 10. března 2005, místo toho se věnuje politice a psaní.

## Politické působení

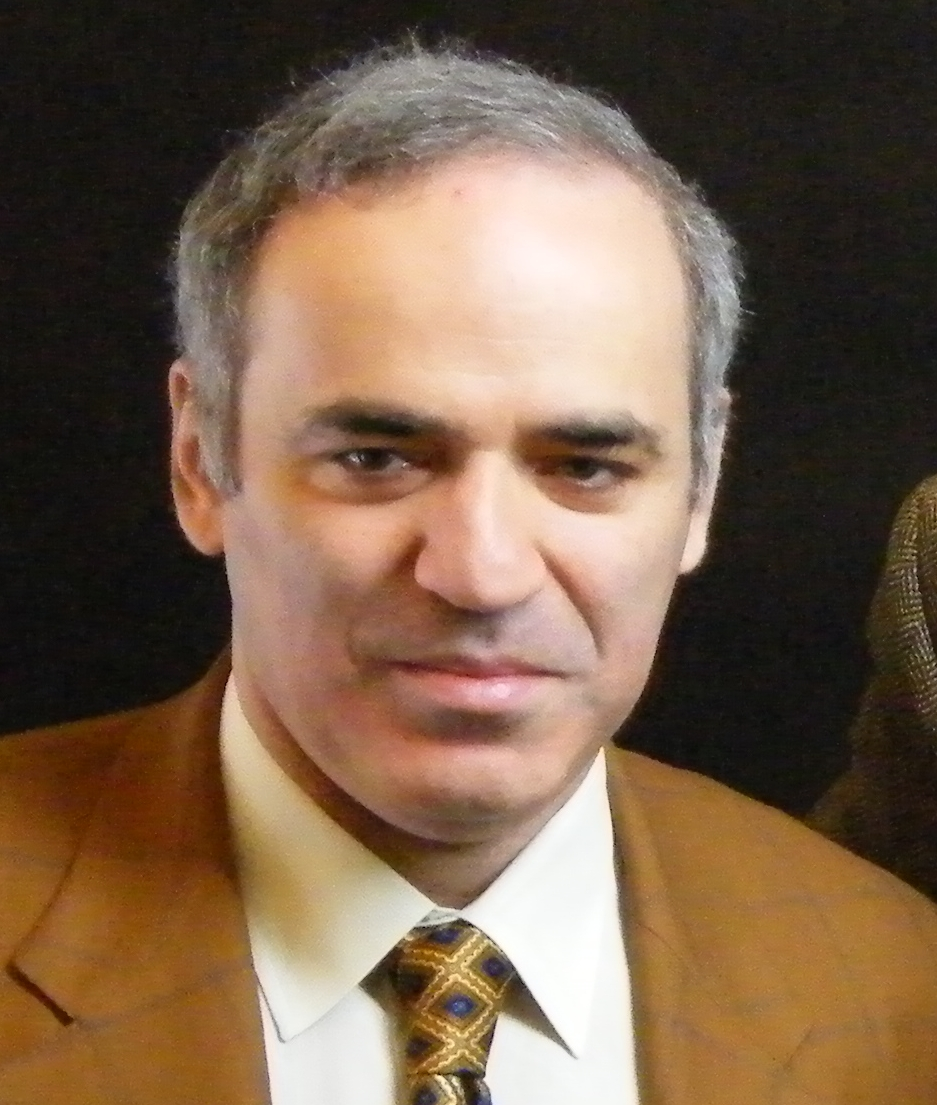
Garri Kasparov v roce 2010

V letech 1984–1990 byl členem Komunistické strany Sovětského svazu a členem Ústředního výboru Komsomolu.
Po ukončení své šachové kariéry v roce 2005 vystupoval kriticky vůči politickým praktikám ruského prezidenta Putina a je zakladatelem hnutí Sjednocená občanská fronta, ruské středově liberální politické strany. Strana byla mezi lety 2006–2007 členem široké opoziční koalice Jiné Rusko, které však nebylo dovoleno kandidovat. Po jedné z demonstrací koalice byl držen pět dní ve vazbě. Dne 30. září 2007 ho Sjednocená občanská fronta nominovala do prezidentských voleb 2008, v prosinci však oznámil, že kandidaturu nestihl podat kvůli vládním obstrukcím znemožňujícím mu uspořádat nezbytný formální nominační kongres.
V roce 2010 se stal jedním z prvních signatářů opoziční kampaně s názvem Putin musí odejít. Později se však odstěhoval do New Yorku a v roce 2013 uvedl, že se do Ruska již nevrátí, nicméně bude pokračovat v boji proti Putinově vládě.
V listopadu 2014 přirovnal „diktaturu jednoho muže“ Vladimira Putina k vládě Adolfa Hitlera. Představitele Západu vyzval, aby projevili větší rozhodnost v tlaku na jeho režim. Uvedl, že pokud se Západu nepodaří Putina zastavit nyní, cena za to bude později vyšší.
V roce 2014 požádal o občanství v Chorvatsku, podle médií proto, že je pro něj stále obtížnější žít v Rusku. Kasparov byl na počátku 90. let obecně vnímán jako hlasitý zastánce chorvatské nezávislosti. Kasparov mluví chorvatsky a pořídil si letní sídlo ve městě Makarska.
V prezidentských volbách ve Spojených státech v roce 2016 Kasparov popsal republikána Donalda Trumpa jako „celebritního showmana s rasistickými a autoritářskými sklony“. V roce 2017 odsoudil násilí, které rozpoutala španělská policie proti referendu o nezávislosti Katalánska. V říjnu 2018 odsoudil zavraždění saúdskoarabského novináře Džamála Chášukdžího v Turecku, s tím že Erdoğanův režim „uvěznil více novinářů než kterákoli země na světě a od roku 2016 turecká zpravodajská služba unesla nejméně 80 lidí při operacích v 18 zemích.“
Garri Kasparov 3. března 2022 vyzval světové mocnosti, aby přijaly tvrdší vojenskou a ekonomickou strategii vůči ruskému prezidentovi Vladimiru Putinovi, který napadl 24. února 2022 Ukrajinu. Ruské ministerstvo vnitra na to reagovalo zařazením Kasparova spolu s Chodorkovským mezi „zahraniční agenty“ s tím, že je placen Ukrajinou a určitou lidskoprávní nadací.

## Publikační činnost
- KASPAROV, Garri. Jak život napodobuje šachy. Praha: Argo, 2008. 301 s. ISBN 978-80-7363-210-6.
- KASPAROV, Garri. Moji velcí předchůdci 1–5. Praha: ŠACHinfo, 2005-2008. 5 svazků.
- KASPAROV, Garri. Revoluce v zahájení od 70. let do současnosti. Praha: ŠACHinfo, 2008. 415 s.